# Inga Artamonova
Inga Grigorievna Artamonova (en russe : И́нга Григо́рьевна Артамо́нова), née le 29 août 1936 à Moscou et morte le 4 janvier 1966 dans la même ville, est une patineuse de vitesse soviétique. Elle est aussi connue sous le nom d'Inga Voronina après son mariage avec Gennady Voronin, également patineur de vitesse.
Malgré un palmarès parmi les plus fournis de l'histoire du patinage de vitesse, elle n'a jamais participé aux Jeux olympiques.

## Biographie
Né à Moscou le 26 août 1936, elle connait une enfance difficile notamment en raison de la Seconde Guerre mondiale. Durant cette période, la famine est très présente et Inga Artamonova est victime de la tuberculose à l'âge de sept ans. Pour échapper à tous les problèmes du quotidien, elle a commencé à patiner. Elle a ensuite rejoint le club du Dynamo Moscou, s'entraînant dans le Dynamo Stadium. Les entraîneurs lui ont conseillé l'aviron, et a commencé à pratiquer à l'âge de douze ans. Cela l'a renforcée physiquement et amélioré sa santé. Dans ce sport, elle réussit à remporter un titre national alors qu'elle a 17 ans.
Elle décide après de se consacrer au patinage de vitesse et abandonne l'aviron.
Au niveau national, elle remporte son premier titre en 1956.
Lors des Championnats du monde toutes épreuves, elle remporte quatre titres en 1957, 1958, 1962 et 1965, ainsi que deux médailles d'argent en 1963 et 1964. Elle a aussi battu cinq records du monde dont quatre en 1962 à Medeo. 
Le 4 janvier 1966, elle est tuée par son mari Gennady, qui devenu alcoolique ne pouvait plus supporter les succès de sa femme que sa propre carrière n'arrivait pas à lui apporter. Gennady a été condamné à dix ans de prison.

## Palmarès
| Compétition                           | Or                           | Argent                 | Bronze |
| Championnats du monde toutes épreuves | 1957, 1958, 1962, 1965       | 1963, 1964             |        |
| Championnats de URSS toutes épreuves  | 1956, 1958, 1962, 1963, 1964 | 1957, 1959, 1961, 1965 |        |

## Records du monde
Durant sa carrière, elle a battu cinq records du monde. Le premier date de 1956, établi à Sverdlovsk sur la mini-combination. En janvier 1962, elle bat quatre records du monde en deux jours à Medeo (500 mètres, 1 500 mètres, 3 000 mètres et mini-combination).